# Геологічна пам'ятка природи
Геологі́чні па́м'ятки приро́ди (рос. геологические памятники природы, англ. natural geological monuments; нім. geologische Naturdenkmäler n pl) — унікальні або типові геологічні об'єкти, що мають наукову, культурно-пізнавальну або естетичну цінність і охороняються державою.
У Європі перший геологічний заповідник в провінції Верхній Прованс створений в 1981 році. Лідером в цьому напрямку діяльності були США, де національні парки та інші об'єкти, що охороняються природи активно почали створюватися ще в XIX ст .: Єллоустонський національний парк (1872), Іосемітська долина, Великий каньйон Колорадо і ін.
У 1993 році підприємством «Геоінформ» Державного комітету України по геології і використанню надр та Європейською асоціацією ProGEO по збереженню геологічної спадщини почалася розробка проекту «Систематизація та опис геологічних пам'яток України, розробка рекомендацій по їх популяризації, використання та збереження». А вже в 1995 році була виконана колективна робота «Геологічні пам'ятки природи України: проблеми вивчення, збереження та раціонального використання» (автори В. П. Гриценко, А. А. Іщенко, Ю. О. Русько, В. І. Шевченко).

## Класифікація
Серед Г.п.п. розрізняють основні групи:
- стратиграфічні — стратотипи, класичні і опорні розрізи ярусів і ін. підрозділів стратиграфічної шкали, а також геол. формацій;
- петрографічні — окремі оголення або ділянки масивів гірських порід, що мають характерні структурно-текстурні особливості і є еталонами типів гірських порід;
- мінералогічні — місцезнаходження рідкісних або добре виражених мінералів і руд, що характеризують еталонні типи мінералоутворення;
- палеонтологічні — унікальні місцезнаходження викопної фауни і флори (скам'янілостей, відбитків, слідів життєдіяльності);
- тектонічні — характерні форми тектонічних структур, складчастих і розривних порушень, свідчення минулих землетрусів;
- геоморфологічні — живописні скелі, кручі, каньйони і химерні форми рельєфу, зумовлені особливостями геол. будови місцевості, печери і інші форми карсту, сліди зледеніння, місця падіння великих метеоритів;
- гідрогеологічні — природні і штучні джерела, унікальні за фізико-хімічним складом, що використовуються в бальнеологічних або інших цілях.

## Геологічні пам'ятки природи на території України
На території України понад 400 геологічних пам'яток.
Серед них виділяються різні типи:
- стратиграфічні,
- геохронологічні,
- палеонтологічні,
- мінералогічні,
- петрологічні,
- тектонічні,
- вулканічні,
- космогенні,
- геоморфологічні,
- ландшафтні,
- гідролого-гідрогеологічні,
- живописні (естетичні),
- техногенні,
- комплексні.

### Найвизначніші геологічні пам'ятки України
Найвизначніші геологічні пам'ятки України:
1 — відслонення крейдових порід (с. Пушкарі, Чернігівська область);
2 — відслонення гранітоїдів Осницького комплексу (Рівненська обл.);
3 — заказник «Базальтові стовпи» (Рівненська обл.);
4 — Соколині гори (Рівненська обл.);
5 — виходи гранітів рапаківі: скелі Ольжині Купальні, Велетенські Котли, Баранячі Лоби (Житомирська обл.).
6 — місце знахідки кісток мамонта (Пам'ятник мамонтові, с. Кулішівка, Сумська обл.);
7 — Роменський соляний шток (Сумська обл.);
8 — опорний розріз четвертинних відкладів (м. Прилуки, Чернігівська обл.);
9 — опорний розріз палеогенових відкладів (с. Старі Петрівці, Київська обл.);
10 — відслонення неогенових та палеогенових відкладів (с. Пирогів, м. Київ);
11 — виходи гранітів житомирського типу (Скеля Чотири брати, Житомирська обл.);
12 — Кременецькі гори (Тернопільська обл.);
13 — скеля Камінь-Велетень (Львівська обл.);
14 — Висачківський соляний купол (Полтавська обл.);
15 — опорний розріз четвертинних відкладів (с. В'язівок, Полтавська обл.);
16 — відслонення гранітів бердичівського комплексу (с. Жежелів, Вінницька обл.);
17 — Канівські гори (Черкаська обл.);
18 — відслонення гранітів (м. Богуслав, Київська обл.);
19 — Урицькі скелі (Львівська обл.);
20 — Лумшорські водоспади (Закарпатська обл.);
21 — відслонення крейдових відкладів — гора Кременець (Харківська обл.);
22 — відслонення крейдових відкладів — гори Артема (м. Святогірськ, Донецька обл.);
23 — гора Пивиха (гляціотектоніка, Полтавська обл.);
24 — каньйон р. Гірський Тікич (Буцький каньйон), скеля Радіонова, водоспад Вир (Черкаська обл.);
25 — гіпсова печера «Оптимістична» (Тернопільська обл.);
26 — карстова печера «Атлантида» (Хмельницька обл.);
27 — відслонення вендських порід (Хмельницька обл.);
28 — відслонення силурійських та девонських відкладів (Тернопільська обл.);
29 — великі складки та флексура «Дора» (Івано-Франківська обл.);
30 — вулканічний останець в м. Хуст (Закарпатська обл.);
31 — Солотвинський соляний шток (Закарпатська обл.);
32 — г. Говерла (Івано-Франківська обл.);
33 — скеля «Протяті Камені» (Чернівецька обл.);
34 — стратотип нагорянської світи і відслонення сеноманських відкладів у гирлі р. Лядова (Вінницька обл.);
35 — відслонення гранітів та мігматитів архею (м. Гайворон, Кіровоградська обл.);
36 — Північно-Донецький насув (Конгресів Яр, Луганська обл.);
37 — скам'янілі дерева (м. Дружківка, Донецька обл.);
38 — мопрівська історико-геологічна пам'ятка — виходи залізистих кварцитів та сланців (м. Кривий Ріг, Дніпропетровська обл.);
39 — Трикратський гранітний масив кіровоградсько-житомирського комплексу протерозою (Миколаївська обл.);
40 — відслонення архейських гранітів (о. Хортиця, Запорізька обл.);
41 — відслонення девонських відкладів у Роздольненському заказнику (Донецька обл.);
42 — гранітний масив «Кам'яні Могили» (Донецька та Запорізька обл.);
43 — опорний розріз четвертинних відкладів (с. Широка Балка, Херсонська обл.);
44 — стратотип куяльницького ярусу (м. Одеса);
45 — палеонтологічний заповідник «Одеські катакомби» (м. Одеса);
46 — Камиш-Бурунський розріз неогенових відкладів (м. Керч, Крим);
47 — грязьовий вулкан «Джау-Тепе» (Крим);
48 — вулканічний масив «Карадаг» (Крим);
49 — печера «Мармурова» (Крим);
50 — опорний розріз неогенових відкладів (с. Кача, Крим);
51 — водоспад Учан-Су (Крим);
52 — гірський масив Аю-Даг (Крим);
53 — Урочище Кам'яне Село (Житомирська область);
54 — Старунський грязьовий вулкан (с. Старуня Богородчанського району Івано-Франківської області]]);
55 — Нафтогазова свердловина «Ойл-Сіті» («Галицький Везувій») № 298 (м. Борислав, Львівської області).